# 균여전
균여전(均如傳) 혹은 《대화엄수좌원통양중대사 균여전(大華嚴首座圓通兩重大師均如傳)》은 고려 초기의 승려 균여(均如)의 일대기를 적은 전기이다. 고려 문종 29년(1075년)에 균여의 문도(門徒)들이 혁련정(赫連挺)에게 제공한 자료에 의하여 찬술(撰述)했다. 

## 구성
- 제1권 강탄영험분(降誕靈驗分)
- 제2권 출가청익분(出家請益分)
- 제3권 자매제현분(姉妹齊賢分)
- 제4권 입의정종분(立義定宗分)
- 제5권 해석제장분(解釋諸章分)
- 제6권 감통신이분(感通神異分)
- 제7권 가행화세분(歌行化世分)
- 제8권 역가현덕분(譯歌現德分)
- 제9권 감응강마분(感應降魔分)
- 제10권 변역생사분(變易生死分)

의 10분으로 나뉘어 있다. 제7 가행화세분에는 균여가 보현십원(普賢十願)에 의하여 지은 향가 11수가 실려 있다. 이 책은 희귀한 향가가 실려 있다는 점에서 《삼국유사》와 더불어 고대 한국어 연구에 귀중한 자료이다.